# Gojko Pijetlović
Gojko Pijetlović (en serbe : Гојко Пијетловић), né le 7 août 1983 à Novi Sad, est un joueur de water-polo international serbe évoluant au poste de gardien de but au club roumain du CSM Digi Oradea et en équipe nationale de Serbie.

## Palmarès

### En club
| - VK Partizan - Championnat de Serbie : - Vainqueur : 2007 et 2008. - Coupe de Serbie : - Vainqueur : 2007 et 2008. - Championnat de Serbie-et-Monténégro : - Vainqueur : 2002. |  | - VK Budva - Championnat du Monténégro : - Vainqueur : 2011. - Coupe du Monténégro : - Finaliste : 2011. |

### En sélection
- Serbie
  - Jeux olympiques :
    - Médaille d'or : 2016.
    - Médaille de bronze : 2012.

  - Championnat du monde
    - Vainqueur : 2009 et 2015.
    - Finaliste : 2011.

  - Coupe du monde :
    - Vainqueur : 2010.

  - Ligue mondiale :
    - Vainqueur : 2006, 2007, 2010, 2011, 2013, 2014, 2015 et 2016.
    - Troisième : 2009.

  - Championnat d'Europe :
    - Vainqueur : 2014 et 2016.
    - Troisième : 2010

  - Jeux méditerranéens :
    - Vainqueur : 2009.